# Коллибия скученная
Коллибия скученная (лат. Gymnopus acervatus) — вид грибов семейства Негниючниковые.

## Описание
Шляпка изначально выпуклая 2—6 см, сначала выпуклая, затем полураспростёртая, в центре горбовидная, с извидистым краем, желтовато-красная, при подсыхании выцветающая. 
Мякоть тонкая, водянистая, палевая, без особого вкуса и запаха. 
Пластинки сначала приросшие к ножке, затем свободные, частые, узкие, желтовато-беловатые. 
Ножка 5—10 см длины, 0,2—0,6 см толщины, плотная, цилиндрическая, слегка суженная к основанию, красно-бурая, при основании беловатая от мицелия. 
Споровый порошок белый. 
Споры эллипсоидные. 
Плодоношение с весны до осени.

## Экология
Произрастает вдоль дорожек, покрытых травой, возможно появление на вырубках,  в хвойных и смешанных лесах, на холмах в гористой местности.

## Хозяйственное значение и применение
Этот гриб представляет малый гастрономический интерес, так как он маленький и съедобна только нетвёрдая шляпка.